# 陳龍錦
陳龍錦，中華民國外交官、政府官員。畢業於國立成功大學交通管理科學系學士、澳洲國立大學國際關係碩士。曾任臺北駐日經濟文化代表處一等秘書、駐美國臺北經濟文化代表處領務組副組長、外交部亞東太平洋司副司長、駐韓國台北代表部公使銜副代表、駐瑞士臺北文化經濟代表團日內瓦辦事處大使銜處長、外交部國際組織司長、駐波蘭臺北代表處大使銜代表等職務，現任駐巴林臺北貿易辦事處大使銜代表。

## 職業生涯
2014年1月，有32名臺灣人在孟加拉因涉嫌电信诈骗遭到逮捕，外交部亞東太平洋司（亞太司）副司長陳龍錦表示，駐印度代表處人員有前往交涉，強調這群人是中華民國國民，若遣返不可送到中华人民共和国（下文皆權稱中國），應送回臺灣。
2015年4月，尼泊爾發生大地震，造成重大傷亡，中華民國政府捐贈30萬美元賑災，但尼泊爾公布的捐款帳戶資料，該筆30萬美元捐款尚未轉入，傳聞是遭到拒絕，連帶也拒絕搜救的援助，外交部亞太司副司長陳龍錦回應，「地震發生後第一時間，我國即向尼國政府表達捐助30萬美元以及協助賑災的善意，尼國政府也表達感謝，該筆款項已匯給我駐印度代表處；尼國政府公布的捐款帳戶是針對一般民眾，我政府的捐款應另有適當安排，由於尼國政府目前忙於救災，如何捐交仍有待雙方討論。至於搜救方面，由於尼國接待的能量有限，如果各國大批援救團隊同時湧入，尼國也無法做最妥適的安排。」
2017年1月，《韓聯社》報導，韓國外交部為抗議該國女性觀光客在臺灣被出租车司機性侵事件，在外同胞領事局審議官鄭震圭於官署外，以非公開形式「召見」駐韓國副代表陳龍錦，要求臺灣嚴懲嫌犯，並制定措施，嚴防類似事件再次發生。中華民國外交部表示，雙方人員深入交換意見、氣氛坦誠，沒有媒體報導所稱「召見」或「抗議」。雙方同意保持密切聯繫與加強合作，提供受害者必要協助，並讓犯罪者受到應有的制裁。
2020年2月，對於2019冠状病毒病疫情在全球擴散，義大利宣布禁止兩岸四地的航空班機入境，外交部長吳釗燮回應，義大利做出這項錯誤決定是因為其採用世界卫生组织（WHO）將臺灣視為中國一部份的錯誤資訊，外交部會持續向義大利交涉，也呼籲WHO承認簡單的事實，即「臺灣就是臺灣，不是中華人民共和國的一部份」。外交部國際組織司長陳龍錦則表示，外交部已請駐日內瓦辦事處向WHO秘書處表達最強烈的抗議，很多國際友人也幫忙促請WHO立即改正，但WHO幹事長的態度仍很強硬，顯示在中國壓力下，WHO所能展現的彈性仍不夠。對於WHO排除臺灣專家參與2019冠状病毒病緊急會議，卻宣稱臺灣瞭解所有情況，陳龍錦指WHO的說法不正確，而且很容易誤導國際視聽，臺灣沒有從WHO的對口得到即時、有用的資訊。4月，WHO發表聲明，指出一直都與臺灣保持定期交流、也有臺灣專家獲邀參與專家會議。陳龍錦表示，外交部首先肯定WHO願意「承認臺灣的存在，並且願意討論臺灣的參與問題」。但WHO因來自中國的不當政治壓力，未能秉持中立原則接納臺灣完整參與會議，且WHO的疫情報告中將臺灣視為中國的一部分，更顯示距離臺灣完整參與還有很大的距離。臺灣自2017年起就未再受邀出席世界卫生大会（WHA），對於2009－2019年間申請參與的187場WHO技術性會議，只受邀出席57場，被拒絕比例「高達7成」，且多半未向臺灣說明原因。陳龍錦並呼籲WHO邀請臺灣參與當年度的大會，完整讓臺灣參與防疫在內的各項機制與活動。5月，WHA第一階段視訊會議結束，陳龍錦指出，國際上空前強勁支持臺灣，會加強與友邦以及理念相近國家溝通聯繫，希望未來能看到「滾雪球效應」，支持的動能會不斷增強，速度會越來越快。
2020年4月，臺灣與美國召開虚拟論壇，討論如何擴大臺灣的國際參與，由中華民國駐美國代表高碩泰、外交部政務次長謝武樵、外交部國際組織司長陳龍錦，以及美國在臺協會臺北辦事處長酈英傑、國務院國際組織局代理助理國務卿普萊爾（Pam Pryor）、國際組織局副助理國務卿庫克（Nerissa Cook）、國務院東亞暨太平洋事務局首席副助理國務卿克夏、東亞暨太平洋事務局副助理國務卿費德瑋等人員與會。
陳龍錦在擔任外交部國際組織司長期間，曾多次出席亚太经济合作组织（APEC）資深官員會議（Senior Official Meeting）。
2021年5月，駐波蘭代表陳龍錦以「呼籲國際間為臺灣參與世界衛生組織提供更多支持」為題投書波蘭《选举报》。
2021年11月，在駐波蘭代表陳龍錦等人見證下，中華智慧運輸協會理事長與波蘭智慧運輸系統協會（Intelligent Transportation System Association）會長，於波蘭首都华沙簽署雙邊合作備忘錄。
2022年2月，俄羅斯入侵烏克蘭後，有18名在烏克蘭的臺灣人搭乘外交部撤僑專車入境波蘭，前往東部城市卢布林，駐波蘭代表陳龍錦前往迎接並設宴款待，後協助其繼續前往華沙。3月，由中華民國政府捐贈的27噸藥品與醫療器材等人道物資運抵華沙並舉行捐贈儀式，由陳龍錦將該批物資交予波蘭政府戰略儲備署（Governmental Agency for Strategic Reserves, RARS）協助轉運烏克蘭使用。陳龍錦接受臺灣《中央社》訪問時表示，俄羅斯侵犯他國主權與領土完整，違反国际法，國際社會無法接受。臺灣理解烏克蘭的地緣政治處境，而臺灣對此戰爭的表態「很多國家都在看」。並提到波蘭有不少政府官員與專家學者關注中國與俄羅斯的關係，俄羅斯的侵略行徑凸顯極權政府對區域和平與安全構成的威脅，「久而久之想必大家都能看清楚」。
2022年9月，在駐歐盟兼駐比利時代表蔡明彥與波蘭經濟發展暨技術部次長皮霍雅克見證下，駐波蘭代表陳龍錦與波蘭駐臺處長高則叡異地簽署合作備忘錄，成立臺波半导体工作小組。

## 外部連結
- 陳虹瑾. . 鏡周刊. 2022年3月22日  [2022年10月21日]. （原始内容存档于2022年10月21日）.